# Hippeastrum miniatum
Hippeastrum miniatum là một loài thực vật có hoa trong họ Amaryllidaceae. Loài này được (Ruiz & Pav.) Herb. mô tả khoa học đầu tiên năm 1821.

## Hình ảnh

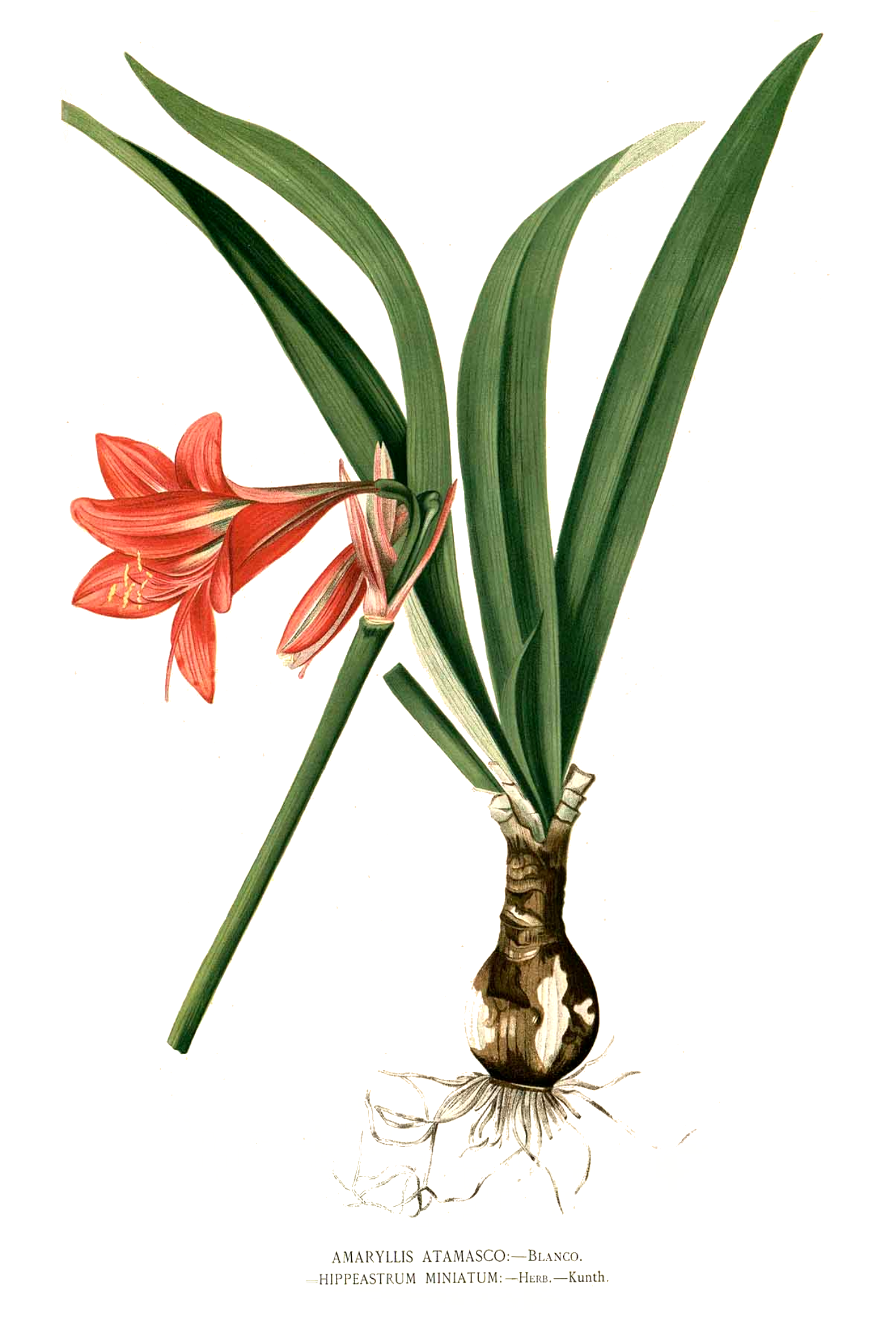
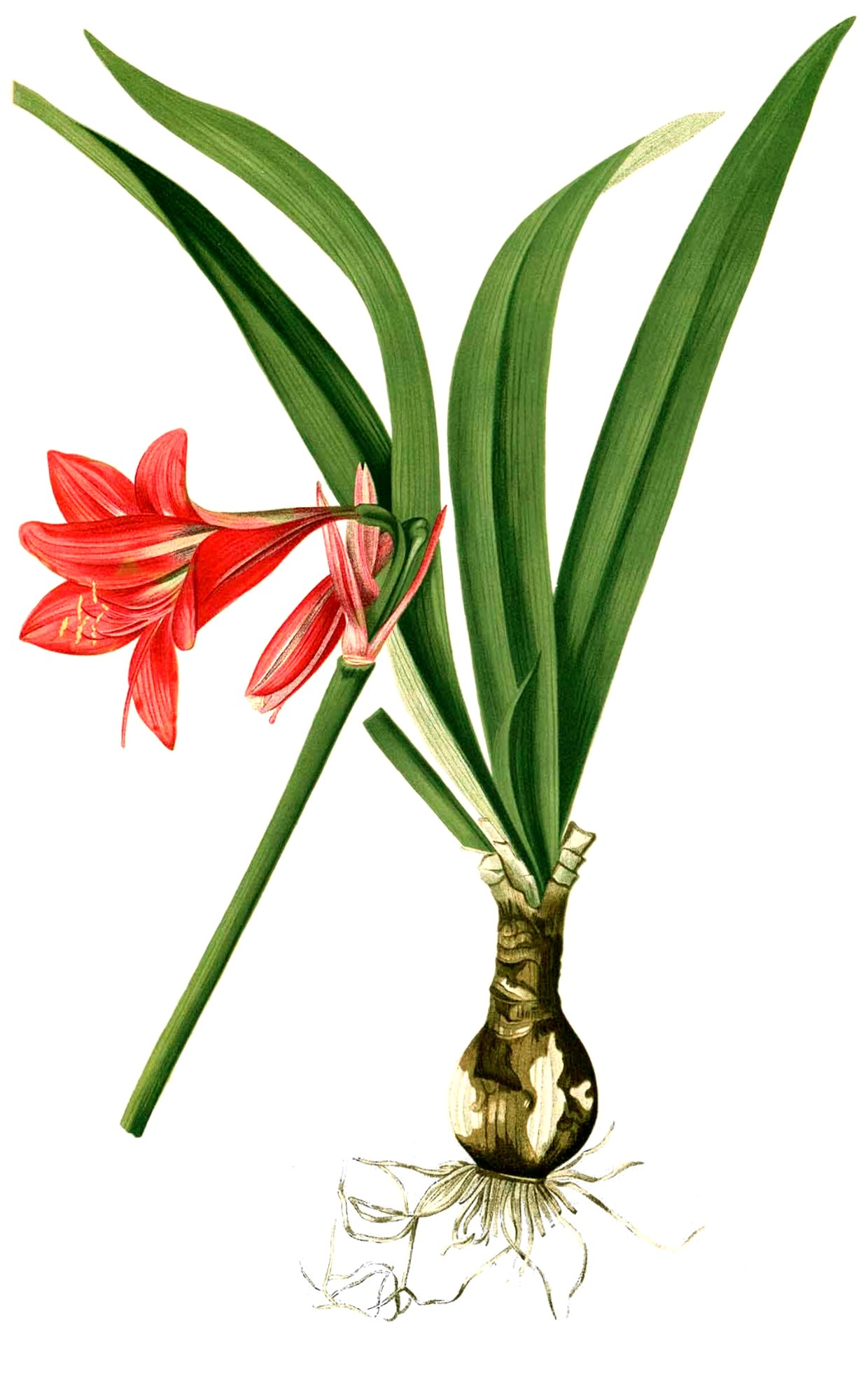
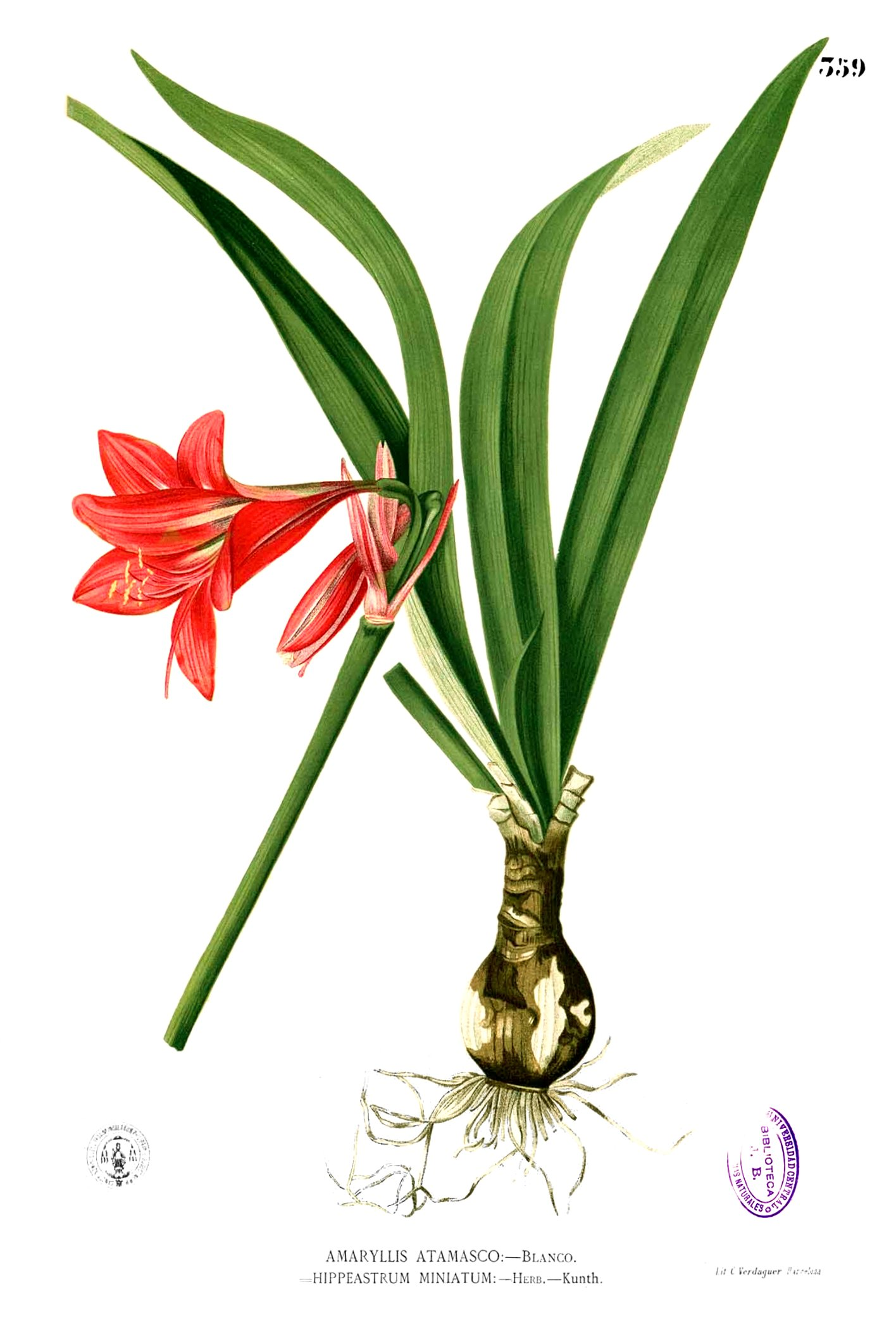